# Lauritz Christian Lindhardt
Lauritz Christian Lindhardt (født. 20 august 1842,  død den 25. september 1906) var en dansk tandlæge, professor ved Københavns Tandlægehøjskole og formand for Dansk Tandlægeforening 1888—1890 og 1891—1898. Han var i 1870 med til at indføre den første tandboremaskine fra Amerika.[kilde mangler]

## Baggrund og karriere
Lauritz Christian Lindhardt var søn af Bent Lindhardt og Johanne Thomasine Nicoline Lauritsdatter Prom og blev far til Holger Lindhardt, tandlæge i Rønne
Lindhardt blev udnævnt til titulær professor i 1894.
I 1893 blev Lindhardt slået til Ridder af Dannebrog.